# Bent's Old Fort National Historic Site

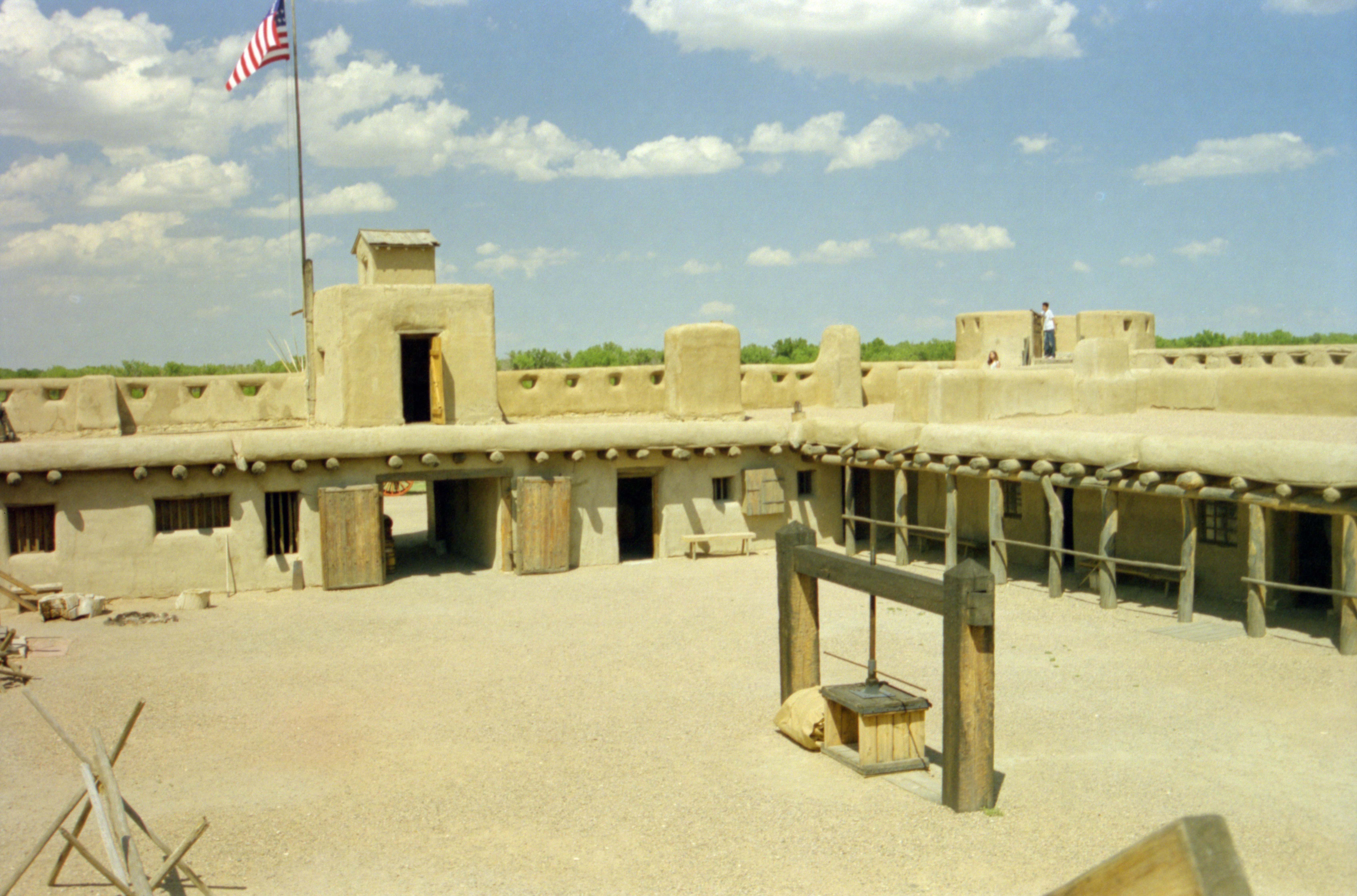
Cour intérieure de Fort Bent (Bent's Old Fort), près de La Junta (Colorado)

Bent's Old Fort est un site historique national des États-Unis, situé dans le comté d'Otero dans le Colorado. William (en) et Charles Bent ont construit avec Ceran St. Vrain le fort d'origine sur ce site en 1833 pour le commerce avec les Amérindiens des Hautes Plaines et les trappeurs. Le fort devint rapidement le centre de l'empire commercial en pleine expansion de la Compagnie St-Vrain, qui incluait Fort St. Vrain au nord et Fort Adobe au sud, ainsi que des magasins dans le Nouveau-Mexique à Taos et Santa Fe. Le commerce principal était celui des peaux de bisons avec les Cheyennes du Sud et les Arapahos.

## Histoire
Pendant la plus grande partie de ses 16 années d'existence, le fort fut la principale colonie blanche permanente sur la piste de Santa Fe entre le Missouri et les colonies mexicaines. Le fort donnait aux explorateurs, aux aventuriers, et à l'armée américaine un endroit où réparer les chariots, obtenir les provisions nécessaires, du bétail, de la bonne nourriture, de l'eau et de la compagnie, du repos et une protection dans ce vaste désert américain. Pendant la guerre américano-mexicaine de 1846, le fort devint une zone d'organisation pour l'« armée de l'Ouest » du colonel Stephen Watts Kearny. 
Deux théories principales ont été avancées pour rendre compte de la destruction du fort en 1849. Dans son livre Colorado de 1889, George Bancroft attribue la défaite du fort à une attaque par des tribus locales indigènes ; « Bent's Fort fut ensuite pris d'assaut et ses habitants massacrés ». Cette théorie a depuis été largement contestée. Les historiens actuels penchent pour une autre explication, selon laquelle William Bent aurait essayé de vendre le fort à l'armée, et, après avoir échoué à obtenir la somme qu'il jugeait nécessaire, aurait miné le fort avec de la poudre et des charges explosives, le faisant lui-même sauter le 21 août 1849. Les témoins oculaires qui virent le fort après cette date décrivent certainement des dommages et une destruction bien plus grands que ce qui aurait simplement résulté d'un abandon.
Ce qui est certain, c'est que tout d'abord la conquête du Nouveau-Mexique par les États-Unis contribue fortement à ralentir l'activité commerciale du fort qui était une zone d'échange sur la piste de Santa Fe. Puis l'épidémie de choléra de 1849 (qui décime la moitié du peuple Cheyenne) ainsi que la raréfaction progressive des bisons dans la région sont des facteurs qui vont diminuer les échanges jusqu'à l'arrêt du poste et favoriser la relocalisation de William Bent plus à l'Est. 
Le site du fort, qui occupe une surface de 3,23 km2, a été nommé site national historique, sous la responsabilité du  National Park Service, le 3 juin 1960. Il a aussi été désigné comme un « Jalon historique national » (National Historic Landmark) le 19 décembre 1960,.
Des excavations archéologiques et des esquisses, peintures et journaux d'origine ont été utilisés lors la reconstruction du fort en 1976.

## Dans la culture
- Dans le roman de la série Flashman de George MacDonald Fraser - Flashman and the Redskins - l'anti-héros imaginaire Flashman assiste à la  destruction de Bents' Fort. Selon le roman, c'est Bent lui-même qui fait exploser le fort, en mettant en place des trainées de poudre conduisant à d'énormes stocks d'explosifs.